# Pădurea Plopeni
Pădurea Plopeni este o arie protejată (arie specială de conservare — SAC, sit de importanță comunitară — SCI) din România, desemnată în scopul protejării biodiversității și menținerii într-o stare de conservare favorabilă a florei spontane și faunei sălbatice, precum și a habitatelor naturale de interes comunitar aflate în arealul zonei protejate. Aceasta este situată în Muntenia, pe teritoriul județului Prahova.

## Localizare
Aria naturală se află în partea central-vestică a județului Prahova, pe teritoriul administrativ al orașului Băicoi și al comunei Cocorăștii Mislii și este străbătută de drumul județean DJ100D, care leagă orașul Plopeni de localitatea Sârca.

## Înființare
Pădurea Plopeni a fost declarată sit de importanță comunitară prin Ordinul Ministerului Mediului și Dezvoltării Durabile Nr.1964 din 13 decembrie 2007 (privind instituirea regimului de arie naturală protejată a siturilor de importanță comunitară, ca parte integrantă a rețelei ecologice europene Natura 2000 în România) și se întinde pe o suprafață de 140,8 hectare. Situl a fost protejat și ca arie specială de conservare în mai 2022

## Biodiversitate

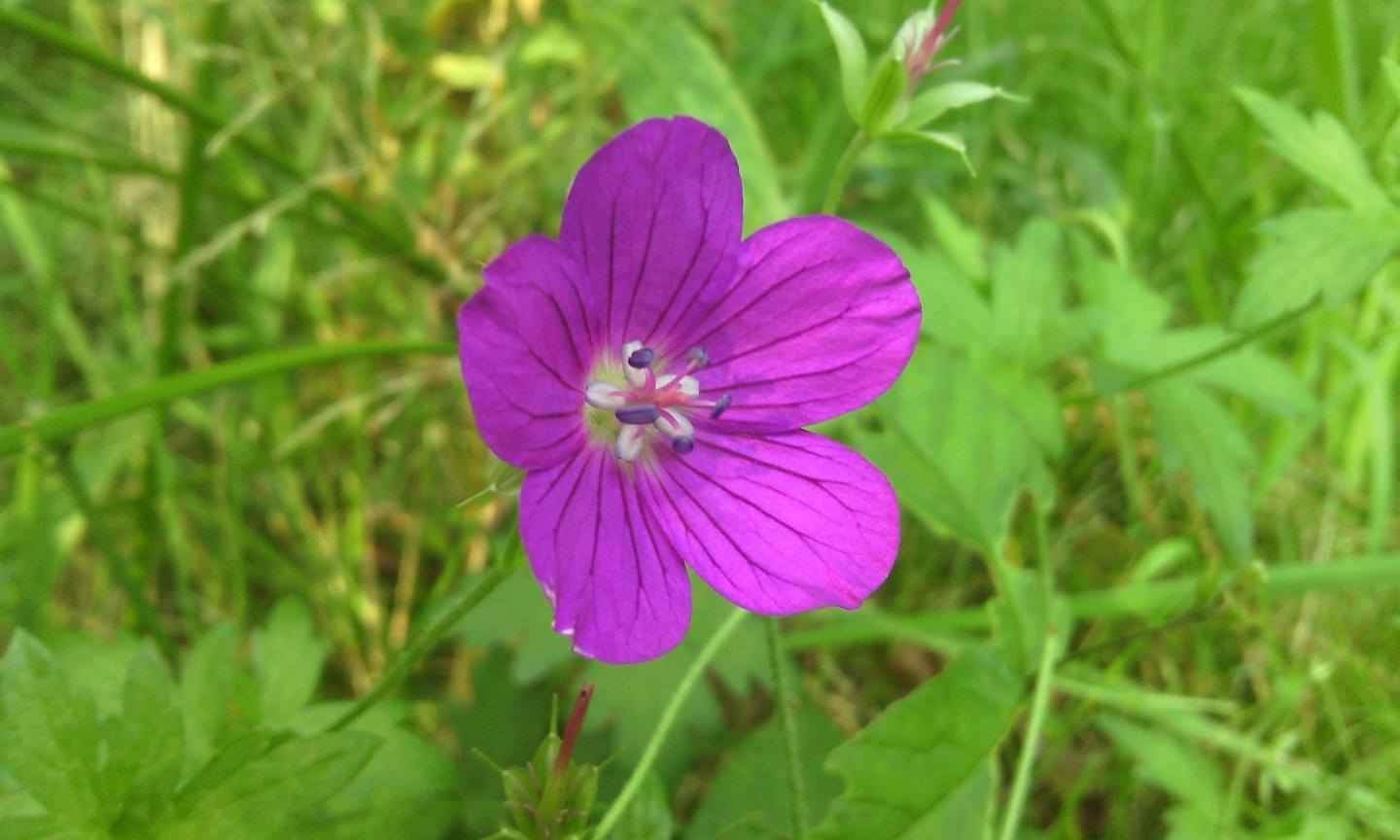
Frigare (Geranium palustre)

Situl reprezintă o zonă împădurită (pădure seculară constituită din  arboret de gorun, stejar, carpen, plop și arareori fag) încadrată în bioregiune continentală aflată la limita nordică a Câmpiei Române; ce conservă habitate naturale de tip: Păduri subatlantice și medioeuropene de stejar sau stejar cu carpen din Carpinion betuli și protejază mai multe plante sudice, unele foarte rare sau endemice pentru regiunea Munteniei.
La baza desemnării sitului se află câteva specii floristice enumerate în anexa I-a a Directivei Consiliului European 92/43/CE din 21 mai 1992 (privind conservarea habitatelor naturale și a speciilor de faună și floră sălbatică), printre care: îngerea (Selinum carvifolia), o plantă vasculară (Sigesbeckia orientalis) medicinală din familia Compositae, o plantă de sărătură din specia Silene gallica, hrana-vacii (Spergula arvensis), ruin (Succisa pratensis), sclipeți (Potentilla erecta, specie cunoscută în alte zone ale țării sub denumirea populară de coada racului), antonică (Chaerophyllum aromaticum), trestioară (Calamagrostis arundinacea), frigare (Geranium palustre), iarba crucii (Hypericum montanum), crucea voinicului (Hepatica transsilvanica), mălaiul cucului (cu specii de Luzula luzuloides și Luzula pilosa), horști (Luzula multiflora), măzăriche (Vicia lutea) sau rogozuri cu specii de Carex montana și Carex depressa ssp. transsilvanica.

## Căi de acces
- Drumul național DN1 pe ruta: Ploiești - Băicoi - drumul județean DJ100F - Plopeni - drumul județean DJ100D spre Cocorăștii Mislii.
- Drumul județean DJ102 pe ruta: Ploiești - Păulești - Plopeni - drumul județean DJ100D spre Cocorăștii Mislii.

## Monumente și atracții turistice
În vecinătatea sitului se află câteva obiective de interes istoric, cultural și turistic (toate în municipiul Ploiești); astfel:

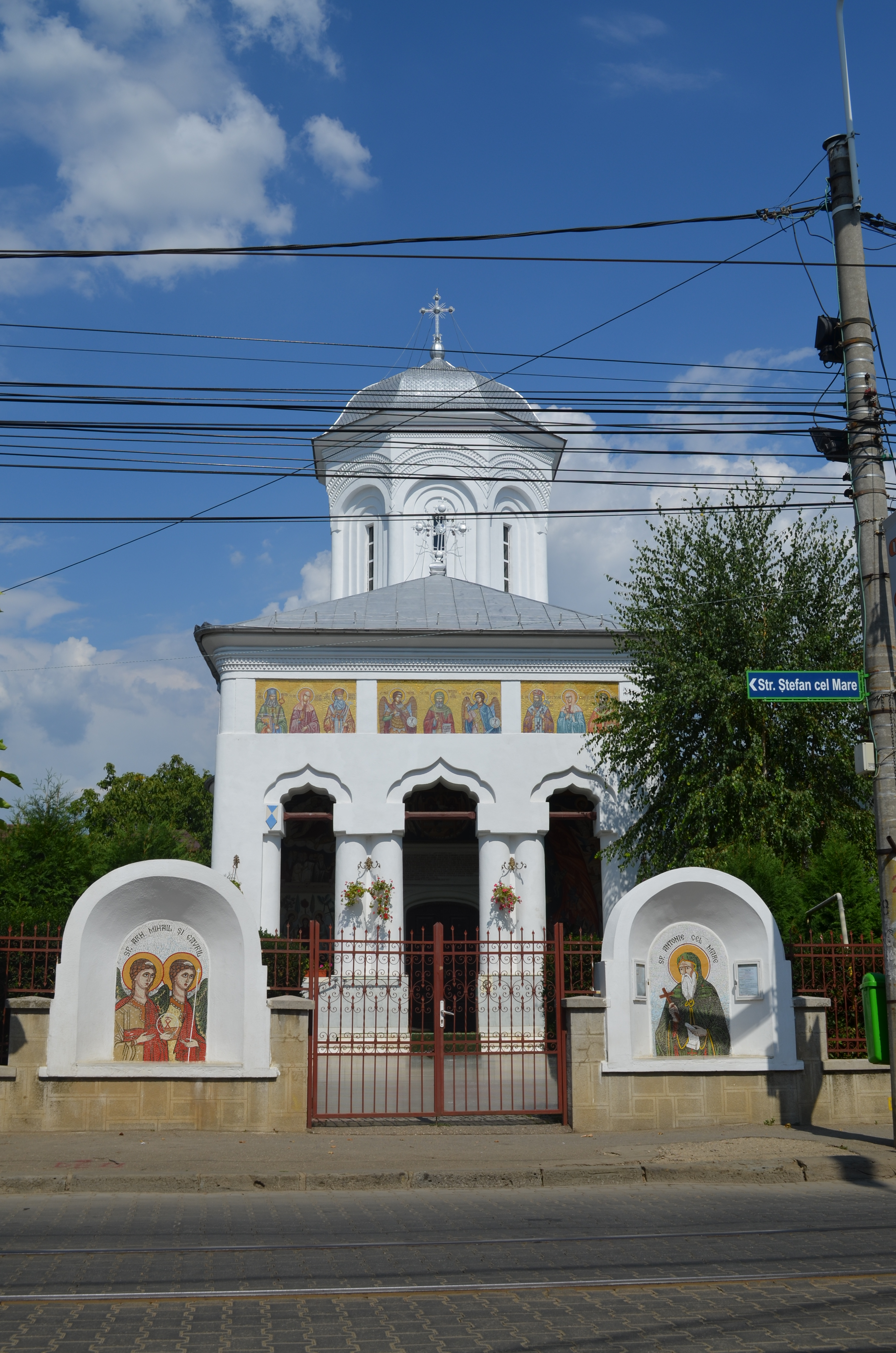
Biserica "Sf. Voievozi" din Ploieşti

- Biserica "Maica Prescista", construcție 1820, monument istoric.
- Biserica "Sf. Apostoli Petru și Pavel"- Domnească, construcție 1639, monument istoric.
- Biserica "Sf. Nicolae"-Vechi, construcție secolul al XVI-lea, monument istoric.
- Clopotnița catedralei "Sf. Ioan", construcție 1923 - 1939, monument istoric.
- Biserica "Sf. Vineri"
- Biserica "Sf. Voievozi" cu hramurile "Sf. Arhangheli Mihail și Gavriil" și "Sf. Antonie cel Mare", construcție 1820 - 1827, monument istoric.
- Turnul clopotniță al bisericii "Sf. Gheorghe"- Vechi, construcție 1831 - 1832, monument istoric.
- Casa Constantin Ion și Maria Căpitănescu, azi Muzeul Național al Petrolului, construcție secolul al XIX-lea, monument istoric.
- Primul Gimnaziu din Ploiești "Sf. Petru și Pavel", azi Muzeul Județean de Istorie și Arheologie, construcție 1865, monument istoric.
- Palatul de Justiție, azi Palatul Culturii, construcție 1920, monument istoric.
- Casa Ghiță Ionescu, azi Muzeul Județean de Artă "Ion Ionescu-Quintus", construcție 1885, monument istoric.